# George Otis
George Otis (* 20. April 1917 in Payne, Ohio; † 22. Juli 2007 in Murrieta, Kalifornien) war ein US-amerikanischer Missionar, Buchautor und Evangelist und der Gründer des Radiosenders Voice of Hope.
1979 startete er das Missionswerk High Adventure Ministries, das Nachrichten, Bibellesungen und -auslegungen über Sendeanlagen im Südlibanon verbreitete. Die Sendestation wurde mehrfach durch Anschläge zerstört. Unter dem Namen Middle East Television gründete Otis später einen Fernsehsender, den er dann an CBN übertrug. Er war außerdem Autor mehrerer Bücher.